# Rudy Güzman
 (février 2023).
Pour les articles homonymes, voir Güzman.
Rudy Güzman est un journaliste sportif, entraîneur spécialisé dans le football des enfants, présentateur, commentateur, analyste et auteur français.
Sans-abri, devenu journaliste à Canal+, Rudy Güzman a été commentateur des 64 matchs de la coupe du monde de 2014 sur la Radio Télé Ginen. Présentateur sur la chaine Haïtienne Storm TV de 2014 à 2016, il rejoint ensuite Télé Métropole. Il est le présentateur du Flash Info de la radio portugaise La French Radio et commentateur sportif pour Flashscore.
Il est auteur de l'autobiographie de SDF à Canal+ et le fondateur de trois écoles de football en Haïti,,,.

## Biographie

### Jeunesse et formations
Rudy Güzman est originaire de Valenciennes. À l'âge de trois ans, ses parents et lui déménagent de Valenciennes pour s'installer dans le village de Gommegnies[réf. souhaitée]. 
Après son cursus scolaire, il s'oriente sans motivation véritable vers des études de vente à Aulnoye-Aymeries afin d'obtenir son BEP vente action marchande puis son baccalauréat. Passionné de sport depuis l'enfance, il s'adonne au football et au judo comme loisirs, au club de Gommegnies. Rêvant de vivre de sa passion pour le football et l'ayant en projet, il prend la décision de suivre son cœur. Et, poussé par sa mère, il frappe à toutes les portes et se fait embaucher par le club luxembourgeois F91 Diddeleng comme entraîneur.
Il a reçu une formation en journalisme et en journalisme sportif. Il a une licence à l'UEFA.[réf. souhaitée]

### Difficultés, descente et ascension
En 2011, Rudy Güzman, avec un maigre salaire, se retrouve dans l'impossibilité de continuer à payer son loyer élevé. Travaillant afin de pouvoir joindre les deux bouts de jour et de nuit dans une usine et à l'entraînement, Rudy Güzman, épuisé par ce rythme, décide d'abandonner son travail à l'usine.
N'arrivant plus à payer les factures, les dettes s'accumulant et se retrouvant sans logement, il devient sans abris pendant près de huit mois, se servant de sa voiture et en cachette, des vestiaires des clubs pour dormir. N'étant Au courant de rien, ses parents l'ont su, plus tard, à la sortie de son autobiographie, de SDF à Canal+[réf. souhaitée].
Après avoir joué le rôle d'entraîneur dans plusieurs clubs luxembourgeois et belges, Rudy Güzman est embauché en Janvier 2013 comme entraîneur, à la Soccer Académie du Puebla FC, un club de première division mexicaine. Grâce à internet, un entraîneur haïtien le remarque et l'invite aux Antilles 
pour aider à former les entraineurs haïtiens. Invité sur un plateau de télévision comme entraîneur en première division haïtienne afin de parler du football, il est missionné pour commenter et analyser les 64 matchs de la coupe du monde en 2014 sur la Télévision Ginen[réf. souhaitée].
Après avoir reçu un appel de Canal+ il devient commentateur et  analyste de match à Canal+. Parmi les différents médias pour lesquels il travaille se trouvent French radio Portugal et Télé Métropole[réf. souhaitée]. 
Il a été entraineur de violette AC en Haïti,,,,